# Гибель 1-го батальона 682-го мотострелкового полка
Гибель 1-го батальона 682-го мотострелкового полка — результат боестолкновения формирования (батальона) советских войск с душманами в годы Афганской войны (1979—1989) в апреле 1984 года.

## Неоднозначность названия события
Вопреки устоявшемуся во многих источниках названию события — оно не соответствует действительности, поскольку боевые потери составили меньше половины личного состава батальона:

…через неделю, 30 апреля в ущелье Хазара (Панджшер), попал в засаду 1 батальон 682 мотострелкового полка 108 мсд (только недавно переформированного из 285 танкового полка), который потерял убитыми и ранеными почти половину личного состава (105 человек, в том числе убитыми 59)…— Н. М. Кузьмин «Афганистан. Записки начальника разведки 201 мсд»

## Историческая справка
С 14 апреля по 5 мая 1984 года в Панджшерском ущелье провинции Парван проводилась крупная войсковая операция по уничтожению отрядов полевого командира Ахмад Шах Масуда.
К участию в операции привлекалось более 11000 советских и 2600 афганских военнослужащих. В общей сложности 33 батальона. Руководство операцией осуществлял первый заместитель министра обороны СССР маршал С. Л. Соколов.
После того, как основные силы противника были вытеснены из Панджшерского ущелья, советские войска начали прочёсывать рокадные ущелья (ответвления от основного ущелья).

## Предшествовавшие события
27 апреля в разведывательный отдел группировки войск, участвующих в операции, обратились два местных жителя, которые заявили что могут указать на месторасположение складов противника с боеприпасами. Они были определены проводниками в 1-й мотострелковый батальон 682-го мотострелкового полка 108-й мотострелковой дивизии (командир батальона — капитан Александр Королёв). В связи с тем что информация, полученная от проводников, была подтверждена положительными результатами в ходе последовавших поисковых действий, доверие к ним со стороны командования возросло. Как покажут дальнейшие события — они оказались агентами противника.
29 апреля 1-й мотострелковый батальон (далее по тексту — 1-й мсб) после участия в предыдущих боевых действиях, вернулся в полевой лагерь полка расположенного в населённом пункте Барак в трёх километрах ниже по течению реки Панджшер, от слияния с рекой Хазара (южный приток реки Панджшер).
В тот же день командир 1-го мсб получает приказ от вышестоящего командования на прочёсывание ущелья, по которому протекает река Хазара. По информации, полученной от приданных 1-му мсб местных проводников, они были готовы указать месторасположение крупного склада противника в районе так называемого «Пизгаранского креста» (слияние трёх притоков реки Хазара образующие по форме крест в районе населённого пункта Пизгаран).
Для проведения рейда 1-му мсб были приданы военнослужащие от пехотного батальона правительственных войск ДРА численностью 40 бойцов. При этом, по приказу командира дивизии 1-я мотострелковая рота была оставлена в населённом пункте Барак для обороны штаба полка.

## Выход в рейд
К концу 29 апреля 1-й мсб без одной роты, численностью примерно в 220 человек, на штатной бронетехнике входит в ущелье реки Хазара. Пройдя населённый пункт Ходжари и Зарди (около трёх километров от слияния Хазары и Панджшера), личный состав спешивается с бронетехники, которая не могла дальше продолжать путь по горной дороге из-за каменных завалов.
1-й мсб отправился далее в рейд в следующем неполном составе: 2-я и 3-я мотострелковые роты без экипажей боевых машин, миномётный взвод, гранатомётный взвод и инженерно-сапёрное отделение. Фактически в рейд выходила усиленная рота, а не батальон.
Первоначально спешившийся батальон в ночь с 29 на 30 апреля продвигался по ущелью от населённого пункта Зарди с занятием господствующих высот. 2-я рота под управлением капитана Королёва продвигалась по дну ущелья. 3-я рота под управлением заместителя командира батальона по политической части капитана Сергея Грядунова шла по возвышенностям, занимая господствующие высоты.
Все эти действия соответствовали положениям Боевого устава Сухопутных войск и совершались по приказу командира полка подполковника Петра Сумана.
30 апреля данный приказ командира полка о порядке продвижения был отменён командиром дивизии генерал-майором В. Д. Логвиновым, распорядившимся продвигаться по ущелью без занятия высот.
Подполковник Суман попытался оспорить данное распоряжение, за что был отстранён от руководства батальоном. В. Д. Логвинов пообещал обеспечить прикрытие батальона вертолётами Ми-24.
Согласно версии генерал-полковника В. А. Меримского, исполнявшего на тот момент обязанности заместителя начальника Группы управления МО СССР в Афганистане, приказ о продвижении без занятия господствующих высот капитану Королёву отдал подполковник Суман. Такой же позиции о нарушении положений Боевого устава подполковником Суманом придерживается в своих мемуарах генерал-майор А. А. Ляховский, входивший в Группу управления МО СССР в Афганистане.
В ночь с 29 на 30 апреля капитан Королёв извещает по рации капитана Грядунова, что со слов командира афганского пехотного батальона в подразделении союзников начинается паника, так как афганские солдаты узнали об организации противником засады по пути следования.
Утром 30 апреля 1-й мсб, подчинившись приказу командира дивизии, двумя колоннами начал продвижение по дну ущелья в южном направлении, не занимая господствующие высоты и не имея воздушного прикрытия.
Приблизительно в период с 10:30 до 11:00 1-й мсб преодолел населённый пункт Малима, последний населённый пункт перед Пизгаранским крестом.

## Засада
Пройдя южнее населённого пункта Малима около 700—800 метров, на участке до западного ответвления ущелья на населённый пункт Сах (35°18`44,90`` с. ш. 69°37`33,52``в. д.), 1-й мсб разделяется на две части. Одна половина батальона начинает продвижение по восточному склону, другая — по западному склону ущелья.
Сразу после разделения батальона, приблизительно в 11:30, противник, засевший на господствующей высоте на западной стороне ущелья (с более пологим склоном), открыл плотный огонь. В результате неожиданного нападения, в первую минуту боя, был убит командир батальона, находившийся в голове походной колонны. Фактически батальон остался без управления и, находясь на открытой местности, стал нести тяжёлые потери от огня противника, занимавшего более выгодные позиции на высотах. Как таковой — оборонительный бой организован не был. Часть военнослужащих (15-20 человек) сумела спастись, бросившись в реку Хазару и выплыв ниже по течению.
К вечеру 30 апреля противник прервал обстрел и отступил. К этому моменту участвовавшие в рейде подразделения батальона фактически были рассеяны и частью уничтожены.

## Дальнейшие события
С момента потери связи с комбатом Королёвым командир полка и командир дивизии на коротком совещании приняли решение о срочном выдвижении сводного отряда подкрепления на основе имевшихся в наличии военнослужащих разведывательной роты полка и запрашивают авиационную поддержку.
С 12:00 над военнослужащими, попавшими в засаду, начала работу фронтовая авиация, обстреливающая высоты, на которых залёг противник. Координацию действий авиации, через радиосвязь поддерживал тяжело раненый передовой авиационный наводчик лейтенант Игорь Блинов, прикреплённый к 1-му мсб. Трижды прибывала пара Ми-8 50-го отдельного смешанного авиационного полка, но наносить авиаудары не смогла из-за низкой облачности. Неоднократно лётчики предлагали начать эвакуацию, но авианаводчик запрещал из-за сильного заградительного огня. Во время третьего прилёта Игорь Блинов уже не ответил вертолётчикам.
В 15:00 отряд прибыл в населённый пункт Зарди, где скопилась при спешивании штатная бронетехника 1-го мсб. К 18:00 сводный отряд подошёл к северной оконечности участка местности, на котором была организована засада, но был остановлен огнём крупнокалиберных пулемётов противника. Через некоторое время пулемётные расчёты были уничтожены подошедшей парой БМП-2, сумевших преодолеть каменные завалы.
К 22:00 к месту засады подошли 2-й мсб 682-го мсп, который осуществил захват господствующих высот, и 781-й отдельный разведывательный батальон, который по дну ущелья продвигался к месту засады.
В 8:00 1 мая началась эвакуация раненых и убитых бойцов 1-го мсб.

## Последствия
По итогам боя в ущелье Хазара подполковник П. Суман был переведён в Белоруссию и понижен в должности. Генерал-майор В. Д. Логвинов был снят с должности командира дивизии.
Судебный процесс над подполковником П. Суманом и генерал-майором В. Логвиновым проходил в Ташкенте, в военном суде Краснознамённого Туркестанского военного округа. Обвинения с Сумана были сняты по показанию начальника связи 682-го мсп, подтвердившего факт передачи устного приказа командира дивизии о незанятии высот.

## Одна из оценок фактических потерь
Точные потери 1-й батальона 682-го полка в ущелье Хазара неизвестны. По разным оценкам, в бою погибло от 57 до 87 советских военнослужащих, включая командира батальона капитана Королёва. Возможно, это были самые большие потери подразделений Советской Армии ВС СССР в одном бою за всю войну. Генерал-полковник Меримский В. А., бывший на тот момент заместителем начальника Оперативной группы Министерства обороны СССР в Афганистане, в своих мемуарах отмечал: 

«За всё время моего пребывания в Афганистане я никогда не встречал батальона, который понёс бы такие потери в результате одного боя»— Меримский
Там же он возложил вину за произошедшее на подполковника П. Сумана.
По данным полковника Н. М. Кузьмина, занимавшего на тот момент должность начальника разведки 201-й мотострелковой дивизии, чьи части также участвовали в данной операции — 1-й мсб потерял ранеными 105 человек и 59 убитыми.